# Лео Нојгебауер
Лео Нојгебауер (Герлиц, 19. јун 2000.) је немачки атлетичар, државни рекордер у десетобоју на отвореном и у седмобоју у дворани. Освајач је сребрне олимпијске медаље у десетобоју на Олимпијским играма 2024.

## Одрастање
Лео је рођен у Герлицу, а одрастао је у Штутгарту. Његова мајка Дајана је из Немачке, а отац Теранс је фудбалер из Камеруна. Има једну сестру.
Нојгебауер се 2019. преселио се на Универзитет Тексаса да би првобитно студирао машинство, али је касније прешао на економију.

## Атлетска каријера

### 2022
Такмичећи се на Светском првенству 2022. Нојгебауер је завршио на десетом месту у десетобоју.

### 2023
Такмичећи се на НЦАА првенству за Универзитет у Тексасу у јуну 2023., Нојгебауер је поставио нови амерички универзитетски рекорд у десетобоју са 8.836 бодова. Претходни универзитетски рекорд од 8.720 поставио је Кајл Гарланд 2022. Нојгебауер је оборио немачки национални рекорд од 8.832 који је 1984. поставио Јирген Хингсен.

### 2024
2024. Нојгебауер је победио у седмобоју на НЦАА првенству у дворани у марту 2024. у Бостону. Његов резултат од 6.347 поена за више од 50 поена бољи је од немачког националног рекорда који се држао 22 године. Такође је победио у десетобоју на првенству НЦАА на отвореном у новом универзитетском и националном рекорду од 8.961 бода. Поред тога, бацио је диск најдаље од свих десетобојаца икада: 57,70 м.
На Олимпијским играма 2024. Нојгебауер је освојио сребрну медаљу.

## Достигнућа

### Међународна такмичења
| Година | Такмичење         | Место                | Позиција | Дисциплина | Резултат    | Белешка |
| ------ | ----------------- | -------------------- | -------- | ---------- | ----------- | ------- |
| 2022   | Светско првенство | Јуџин, САД           | 10.      | Десетобој  | 8.182 поена |         |
| 2023   | Светско првенство | Будимпешта, Мађарска | 5.       | Десетобој  | 8.645 поена |         |
| 2024   | Олимпијске игре   | Париз, Француска     | 2.       | Десетобој  | 8.748 поена |         |